# إنريكي لوبيز (لاعب كرة قدم)
إنريكي لوبيز (بالإسبانية: Enrique López Delgado) (12 يناير 1988 في إسبانيا - ) هو لاعب كرة قدم إسباني في مركز الهجوم. لعب مع أتليتيكو بالياريس وبوليديبورتيفو إيخيذو وريال بلد الوليد ونادي ألكوركون ونادي ألكويانو ونادي تينيريفي ونادي سالامانكا ونادي قادش.

## وصلات خارجية
- إنريكي لوبيز على موقع قاعدة بيانات كرة القدم.إي يو (الإنجليزية)
- إنريكي لوبيز على موقع Soccerway.com (الإنجليزية)
- إنريكي لوبيز على موقع AS.com (الإسبانية)